# 慧明牛將軍廟
23°29′47″N 120°23′16″E / 23.496431°N 120.387827°E
慧明牛將軍廟，是位於臺灣嘉義縣太保市南新里的廟宇，在五聖恩主公廟旁，以祭祀水牛聞名，獲得中華民國總統蔣經國來訪，在1980年代曾遷到太保農村文物公園的新廟。

## 當地傳說
傳說明鄭時期，鄭成功供應八頭水牛給民眾到嘉義水虞厝開墾，後來牛相繼因墾荒力竭病斃。還有傳說是由明朝遺臣葉覲美大夫協助運水牛。但學者黃阿有在〈嘉義市市定古蹟葉明邨墓形制與墓主之研究〉，認為葉覲美應是葉姓家族的祭祀公業名稱。
七頭牛厚葬於現在的南新國小西邊，後名之為「牛埔」的空地。另一頭牛安葬在水埤東岸，村民發現牠顯靈混在群牛中，沐浴於溪裡，或是晚上到蔗園稻田偷吃。被吃的蔗田或稻田不只無損，還會豐收。先民就認為該頭牛的葬處有好風水，就稱作「水牛穴」、池塘名叫「金牛埤」、村落稱「水牛厝」。
金牛埤還有一起荷蘭人想敗台灣地理的風水傳說，大意是水牛穴旁有一芙蓉花圃，其下長了一叢牛吃的「金草」。某日，一位通曉風水的荷蘭人偶然路經水虞厝，驚見該地好地理，想破壞風水，遂以好言與花農議商欲高價購買芙蓉花，最後買賣未成。牛將軍廟前任總幹事王金堂表示，金牛埤原先是一座濁水埤，他親眼目睹對日抗戰前三日，濁水澄清至腳膝。當地人還認為，牛將軍廟與五聖恩主公廟建在牛最有力的牛臀上，為名喚「金蛇鎖印」的好地，所以庄頭能有人當上中央級官員。

## 歷史沿革
1965年，村民在傳說葬牛之處，籌建名為「五聖恩主公廟」的廟宇，又認為牛神繼續顯靈，計畫在旁側建造祭祀牛神的廟。1973年農曆十月廿日，神像駐廟接受膜拜，每天都由該廟的效勞生換供新鮮的牧草及清水。廟內除水牛雕像，及一座與牛為伍照顧的牧童雕像，無其他神像。廟位在金牛埤的東岸，離嘉義交流道西邊出口處約二百公尺遠，附近有名為「牛將軍廟」的站牌。農曆十月廿一為牛將軍祭之日。
時任中華民國總統的蔣經國讀到1978年12月1日《聯合報》在萬象版報導此廟後，於同月3日由總統府秘書長蔣彥士、國策顧問魏景蒙、嘉義縣長涂德錡、嘉義縣議長蔡長銘陪同參觀此廟。蔣經國尋問廟方管理人林清池以了解建廟經過，並將牧草放進牛神前的飼槽裡，接著與縣長合提一桶清水到牛口下，以示敬意。
王金堂透露蔣經過來過此廟兩次，廟內還壁牆懸掛數幀來訪照片。1985年，此廟解除古蹟列管名單。1988年6月5日，此廟遷到太保農村文物公園。在新廟因業者經營不善沒落後，信徒又於1997年重建，至1995年完成。
2009年，時逢牛年，五聖恩主公廟特地在此廟設置一個可以象徵轉運的轉盤，於2月8日舉辦啟用儀式，數百名信徒搶著摸牛身。
自蔣經國來訪後，廟方的宣傳簡介放上蔣經國獻牧草的照片，旁印紅字為「風調雨順、國泰民安」、「莊敬自強、反共復國」。2010年要簽署《海峽兩岸經濟合作架構協議》時都還未改版，被認為時空倒錯。廟方回應要把反共口號取消，須得到全體委員開會同意，所以該口號暫時還會一直出現在簡介。

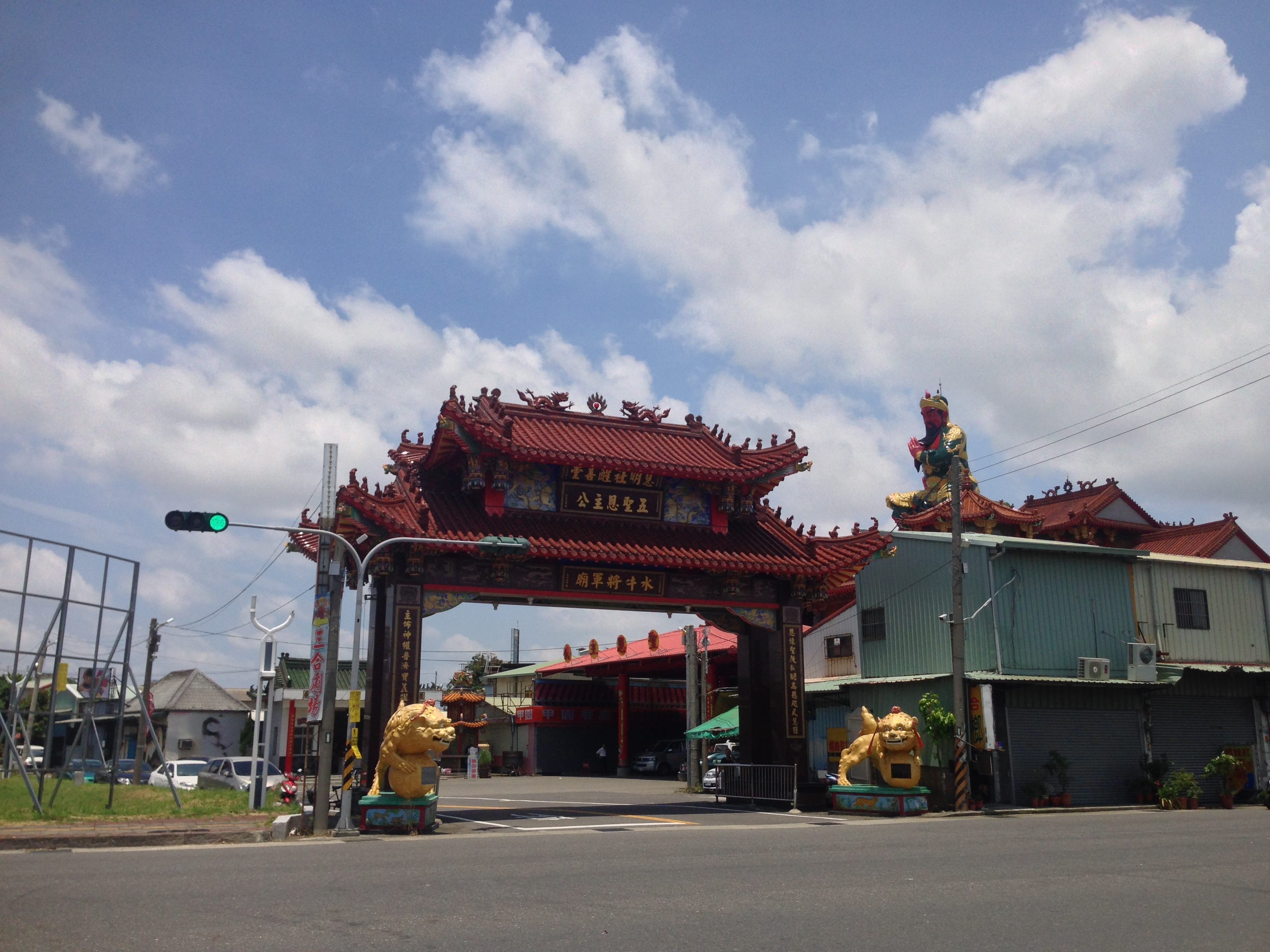
牌坊，後面為五聖恩主公廟與慧明牛將軍廟。
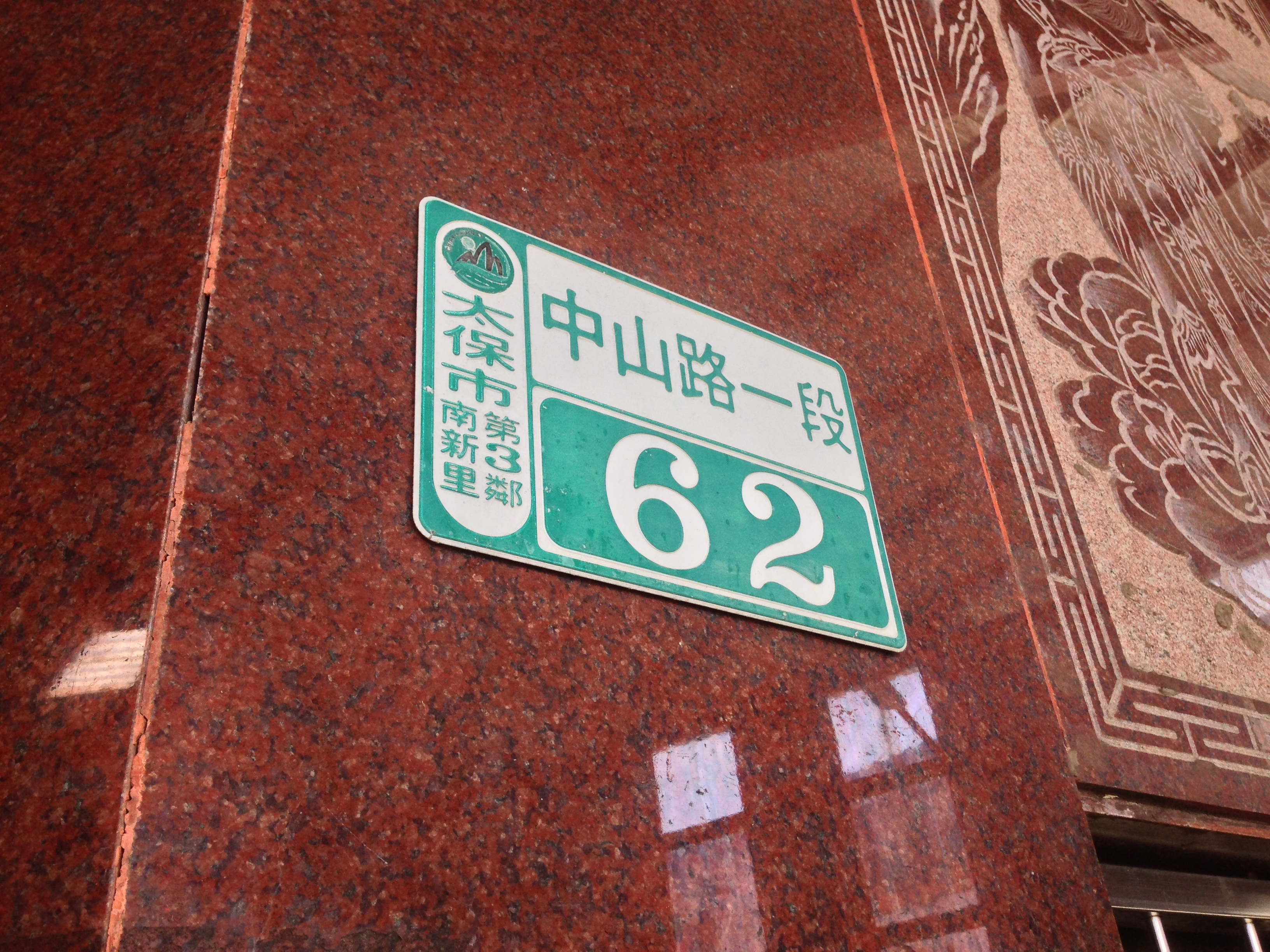
五聖恩主公廟門牌為南新里中山路一段62號旁。
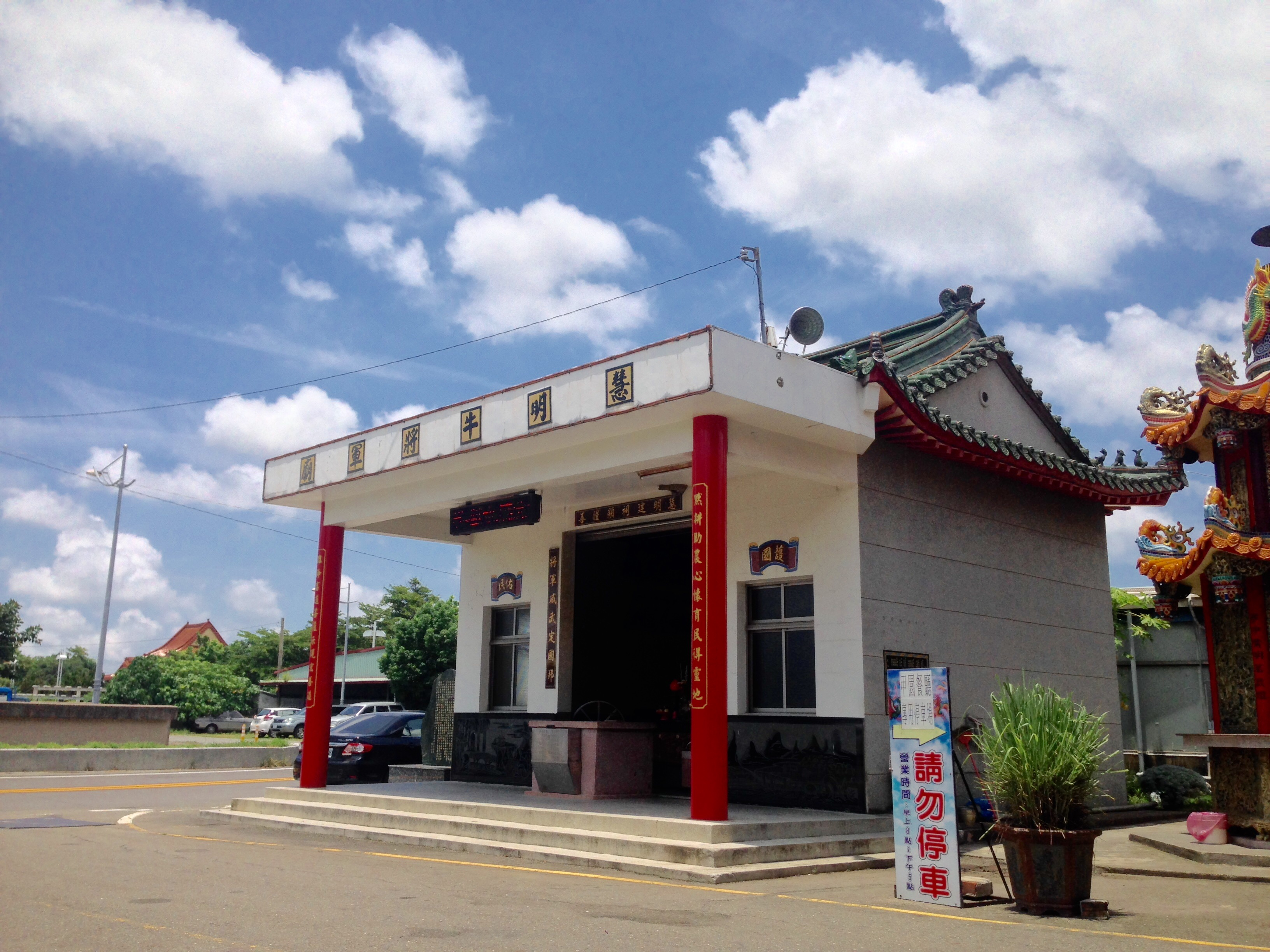
廟身
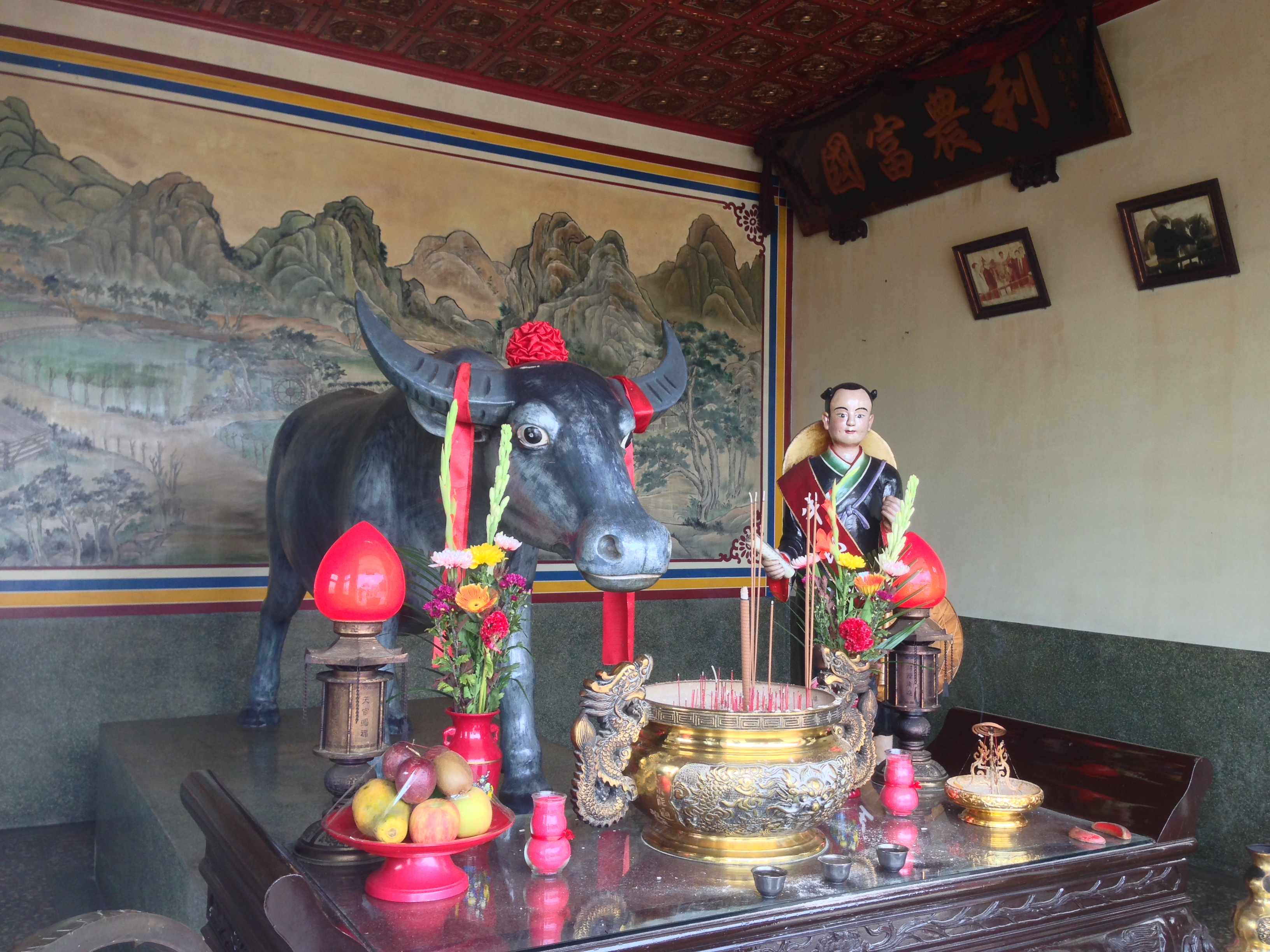
神像

## 相關
- 葉明邨墓